# Высочино (село)
Высочино — село в Азовском районе Ростовской области.
Входит в состав Новоалександровского сельского поселения.

## География
Расположен в 20 км (по дорогам) южнее районного центра — города Азова. Рядом протекают реки Кагальник и Широкая.

### Улицы
| - пер. Колхозный, - пер. Луначарского, - ул. М. Горького, - пер. Матросова, - пер. Маяковского, | - ул. Набережная, - пер. Павлова, - ул. Парковая, - ул. Привокзальная, - пер. Соколова, | - пер. Тимирязева, - пер. Урожайный, - пер. Чапаева, - пер. Чехова, - ул. Южная. |

## История
Хутор у кагальницкого ерика Широкого, впоследствии село, был основан, как утверждает «Сборник статистических сведений по Екатеринославской губернии», в 1780-е годы беглым крестьянином из Койсуга (ныне часть Батайска), уроженцем Полтавской губернии — Семёном Высочиным, которому здесь приглянулись луга и пашни. В 1812 году хутор насчитывал четыре двора. Подобно прочим чумацким поселениям койсужан, хуторок названия не имел, а в 1834 году ему присвоили имя Горбачёв. Позже в документах (в том числе на карте земель Новониколаевки 1845 года) он не раз упоминается и как Средний (село Середнее), а ближние хутор Кочеванчик и Кирбыта (Новониколаевка) — Малый и Большой.
В 1879 году в хуторе, в окружении кованого забора, ставят церковь Рождества Богородицы; через три года он получает статус села, сохранив имя своего основателя, умершего в 1825 году в возрасте девяноста двух лет. Частная школа в селе появилась в 1885 году, а государственная — в 1898 году.

## Население
| 1989 | 2002 | 2010 |
| ---- | ---- | ---- |
| 645  | ↗657 | ↗737 |

Национальный состав
По данным переписи 1926 года по Северо-Кавказскому краю, в населённом пункте числилось 417 хозяйств и 1907 жителей (938 мужчин и 969 женщин), из которых украинцы — 96,54 % или 1841 чел.
Согласно результатам переписи 2002 года, в национальной структуре населения русские составляли 93 %.

## Достопримечательности
В селе находится памятник архитектуры — Церковь Рождества Богородицы. Памятник датируется концом XIX века. Решением Малого Совета облсовета № 301 от 18 ноября 1992 года церковь внесена в список объектов культурного наследия местного значения под кодом № 6100433000. Адрес: 346744, Ростовская область, Азовский район, село Высочино, улица Парковая, 2.